# Roodsprietknobbeldaas
De roodsprietknobbeldaas (Hybomitra lundbecki) is een vliegensoort uit de familie van de dazen (Tabanidae). De wetenschappelijke naam van de soort is voor het eerst geldig gepubliceerd in 1959 door Lyneborg. De soort komt voor op overgang van bos en struweel naar grasland. 

## Kenmerken
Volwassen dieren hebben een lengte van 13 tot 17 mm. Levende exemplaren hebben felgekleurde groene ogen. Vrouwtjes hebben een voorhoofdstriem die 2,5 tot 4 maal zo hoog als breed. Het derde antennelid van hen is breed, grotendeels rood gekleurd en met sterke dorsale tand. Bij mannetjes eerste antennelid kort behaard en het derde eveneens antennelid grotendeels rood gekleurd. 
Hij lijkt sterk op de veldknobbeldaas (Hybomitra montana) en de grote veldknobbeldaas (Hybomitra tropica). Hij is hiervan te onderscheiden door de zwart notopleurale lob.
Vliegtijd van mei tot in juni.

## Voorkomen
De roodsprietknobbeldaas komt voor in Europa en Azië. Binnen Azië zijn slechts enkele waarnemingen bekend. Binnen Europa komen de meeste waarnemingen uit Noorwegen, Zweden en Finland . In Nederland komt deze soort zeer zeldzaam voor. In 2021 was er een populatie in de Achterhoek en mogelijk eentje in Twente.